# Селехово (Ярославский район)
Селехово — деревня в Ярославском районе Ярославской области России, входит в состав Заволжского сельского поселения, относится к Точищенскому сельскому округу.

## География
Расположена в 24 км на северо-восток от центра поселения посёлка Заволжье и в 26 км на северо-восток от Ярославля.

## История
Близ деревни располагалось село Шахово. В селе в 1786 году на средства прихожан была построена каменная Христорождественская церковь. Она имела три придела: Рождества Христова, правый — Покрова Пр. Богородицы и левый — Благовещения. К этой церкви приписной числилась, основанная в 1809 году на средства госпожи Шишкиной, церковь с двумя престолами: Федоровской Пресвятой Богородицы и Святителя и Чудотворца Николая.
В конце XIX — начале XX века деревня Селехово и село Шахово входили в состав Залужской волости Даниловского уезда Ярославской губернии.
С 1929 года деревня входила в состав Селецкого сельсовета Ярославского района, в 1946—1957 годах в составе Толбухинского района, с 1954 года — в составе Точищенского сельсовета, с 2005 года — в составе Заволжского сельского поселения.

## Население
| 1859 | 1914 | 2002 | 2007 | 2010 |
| ---- | ---- | ---- | ---- | ---- |
| 66   | ↗97  | ↘4   | ↘3   | ↘0   |

## Достопримечательности
Близ деревни в урочище Шахово расположена недействующая Церковь Рождества Христова (1786).